# کونستانتا ایرلاین
کونستانتا ایرلاین (به انگلیسی: Constanta Airline) یک شرکت هواپیمایی است که در تاریخ ۱۹۹۴ میلادی تأسیس شده است. دفتر مرکزی کونستانتا ایرلاین در زاپروژیا، اوکراین واقع شده‌است و قطب این شرکت هواپیمایی در فرودگاه بین‌المللی زاپروژیا قرار دارد.